# Flaga państwowa

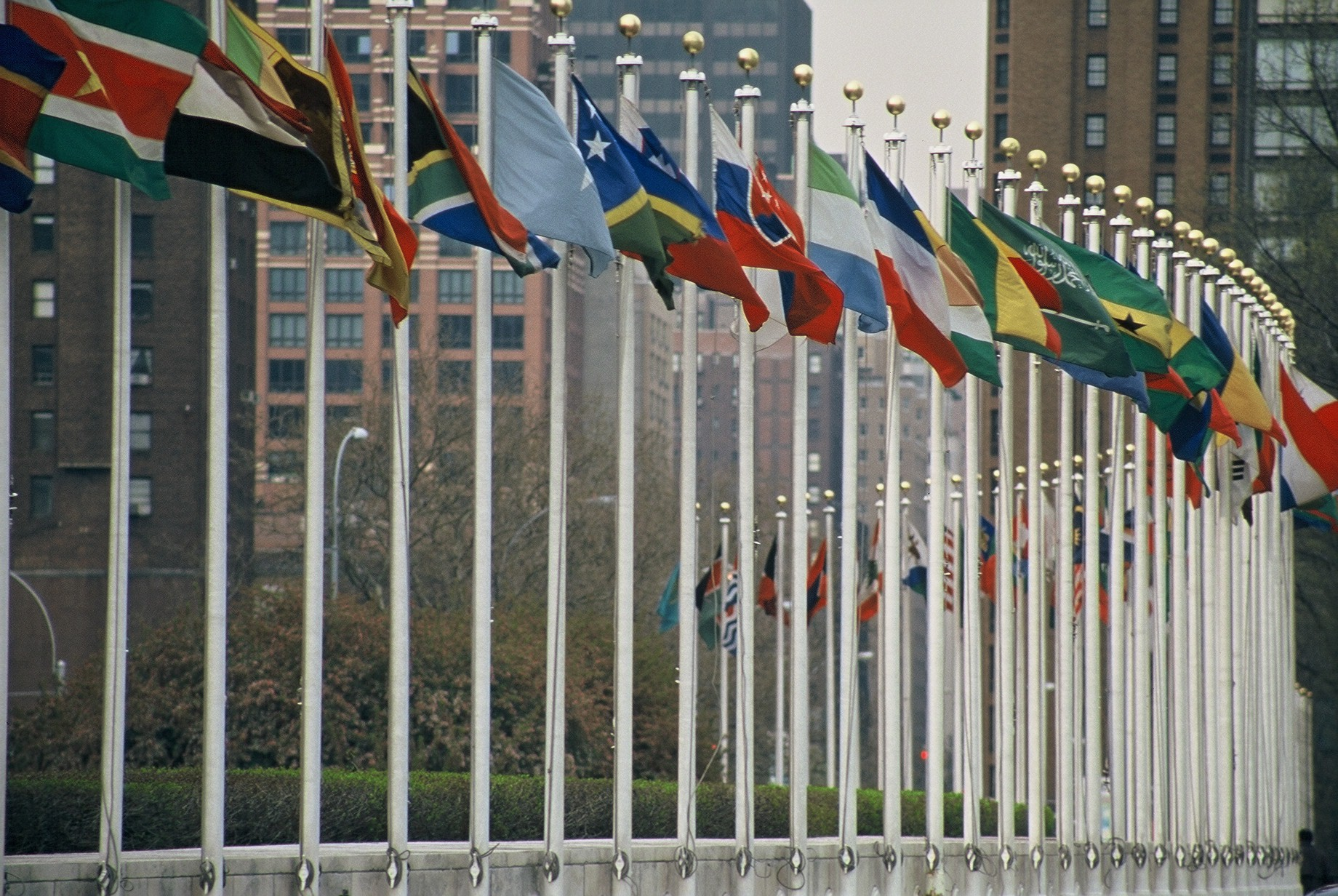
Flagi państw członkowskich ONZ wiszące przed kwaterą główną Organizacji w Nowym Jorku

Flaga państwowa, inaczej flaga narodowa – jeden z symboli państwowych, oficjalny znak symbolizujący suwerenność państwa. Flaga jest płatem tkaniny, najczęściej prostokątnym (inne kształty spotyka się tylko wyjątkowo: kwadratowy – Watykan, Szwajcaria czy trójspiczasty – Nepal). Jest wywieszana na urzędach państwowych oraz w trakcie świąt i uroczystości państwowych, bądź spotkań międzynarodowych. Flaga państwowa podlega ochronie prawnej i jej zniszczenie lub obelżywe traktowanie traktowane jest jako obraza narodu. W niektórych państwach obchodzone jest święto flagi państwowej, np. w Szwecji czy USA lub w Polsce (2 maja). Wygląd flagi państwowej jest w ogromnej większości państw określony przez ustawę zasadniczą i ustawy szczegółowe.

## Terminologia, zakres znaczeniowy, warianty
Sposób stosowania terminu flaga narodowa lub flaga państwowa jest różny w różnych państwach świata i wynika z uwarunkowań historycznych, kulturowych i prawnych. W krajach Europy Zachodniej, zwłaszcza anglosaskich i francuskojęzycznych, na ogół utożsamia się naród (ang. Nation, fr. la Nation) z ogółem obywateli państwa. Dlatego używa się tam raczej pojęcia flaga narodowa. Używanie terminu flaga państwowa jest bardziej oczywiste w państwach wielonarodowych i wielonarodowościowych, oraz w tych, gdzie naród i państwo postrzega się jako dwie zasadniczo odmienne jakości.
Niejednoznaczność wynika też z tego, że w niektórych państwach istnieje odrębna flaga przeznaczona dla instytucji państwowych nazywana właśnie flagą państwową (na język polski termin ten bywa tłumaczony jako flaga urzędowa), oraz odrębna flaga przeznaczona dla prywatnych obywateli, zwana na ogół flagą cywilną. Obie zaś są określane łącznie jako flaga narodowa. Na ogół flaga urzędowa posiada herb państwowy, a flaga cywilna go nie posiada. Przykładem takiego rozwiązania są Niemcy. Sytuacja w Polsce, gdzie istnieje tzw. flaga z godłem i flaga bez godła, nie jest identyczna z powyższym podziałem, gdyż oficjalny zakres użycia flagi z godłem jest bardzo ograniczony.
Trzecim wariantem flagi narodowej może być flaga wojenna – jest to odrębny wariant flagi państwowej lub narodowej przeznaczony dla sił zbrojnych. Występuje on lub występował tylko w nielicznych państwach. W Polsce zasadniczo flaga wojenna nie występuje, choć w pewnym zakresie jej rolę spełnia flaga lotnisk i lądowisk wojskowych.
Specyficzną kategorią flag narodowych i państwowych są bandery. Pojęciem tym określa się w języku polskim flagi podnoszone na jednostkach pływających (statkach i okrętach). Rozróżnienie między flagą lądową a banderą występuje jednak tylko w niektórych językach, np. w języku angielskim rozróżnia się flagę (a flag) od bandery (an ensign). Natomiast np. w niemieckim istnieje tylko jeden wyraz die Flagge. W niektórych krajach bandery różnią się od flag narodowych używanych na lądzie (przykładem może być flaga Wielkiej Brytanii). W innych natomiast jest tylko jeden wariant używany zarówno na lądzie jak i na morzu, np. we Francji i Stanach Zjednoczonych.
W przypadku bander na ogół mamy do czynienia z bardziej klarownym niż na lądzie podziałem na różniące się wizualnie banderę wojenną podnoszoną na okrętach wojennych, banderę handlową oraz niekiedy występującą banderę urzędową podnoszoną na jednostkach pływających w państwowej służbie cywilnej. Wariantem bandery urzędowej bywa niekiedy odrębna bandera statków straży granicznej.
Specyficznym rodzajem bandery, a zarazem też flagi narodowej, jest proporzec.
Pojęciem flaga narodowa określa się też często potocznie flagi narodów, narodowości i grup etnicznych nie posiadających własnego państwa, np. flagę Bretończyków, Kurdów itp. Niektóre z nich mają oficjalny status flag jednostek administracyjnych, np. Senyera, flaga postrzegana jako flaga narodowa Katalończyków, jest jednocześnie oficjalną flagą regionu autonomicznego Katalonii. Niektóre zostały proklamowane flagami narodowymi przez organizacje, kongresy i komitety polityczne pretendujące do reprezentowania tych narodów, jeszcze inne mają status całkiem nieoficjalny. W weksylologii są one na ogół określane mianem flag mniejszości narodowych.

## Historia flagi narodowej

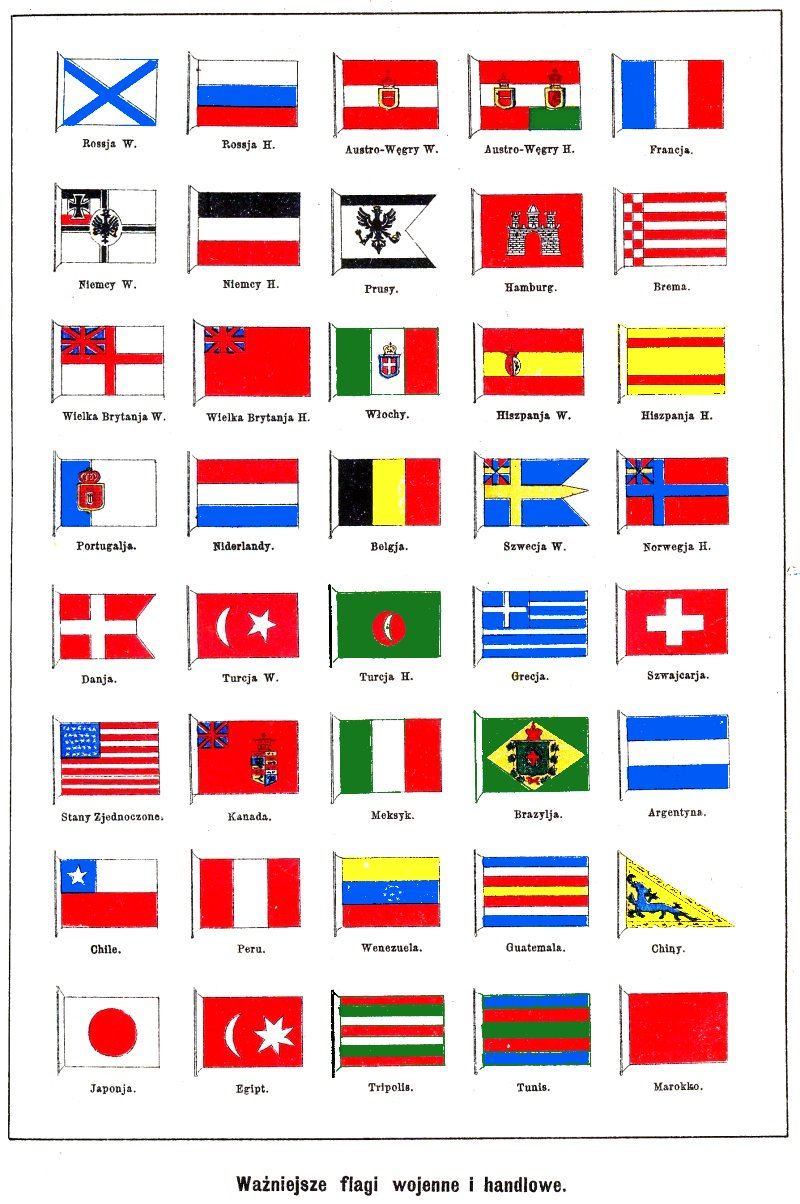
flagi i bandery (H – handlowe, W – wojenne) niektórych państw świata według encyklopedii Orgelbranda z 1899

Niektóre obecnie używane flagi narodowe i państwowe mają kilkusetletnią tradycję, np. flaga Danii używana jest od średniowiecza. Jednak w zasadzie w odniesieniu do okresu przed XVIII wiekiem nie można mówić o flagach narodowych i państwowych w pełnym tego słowa znaczeniu. Flagi, o których mowa, były jedynie banderami wojennymi i handlowymi, kojarzonymi raczej z monarchą i jego siłami zbrojnymi, nie zaś z państwem, a tym bardziej z ogółem jego mieszkańców. Niektóre statki handlowe używały zresztą odrębnych bander miejskich i bander kompanii handlowych. Na lądzie natomiast używano chorągwi i sztandarów, które były raczej wytworami rzemiosła artystycznego a nie masowej produkcji, przedstawiały głównie godła heraldyczne i nie były ustandaryzowane, a jedynie używane zwyczajowo.
Nowoczesna flaga państwowa i narodowa – a więc ustandaryzowana, postrzegana jako symbol państwa i narodu, produkowana fabrycznie lub na tyle prosta by mogła być wykonana samodzielnie w domu przez zwykłego obywatela, zaczęła występować w końcu XVIII w. i była wynikiem demokratyzacji polityki, związanej między innymi z amerykańską wojną o niepodległość i rewolucją francuską. W XIX w. europejska kultura używania flagi narodowej przyjęła się w tych krajach pozaeuropejskich, które były uznawane za podmioty prawa międzynarodowego i członków tzw. rodziny narodów, np. Chiny, Japonię, Syjam.
Do pojawienia się kolejnych flag narodowych przyczyniały się każdorazowo kolejne fale pojawiania się nowych państw na mapie politycznej świata: dekolonizacja Ameryki Łacińskiej w pierwszej połowie XIX w., upadek Imperium Osmańskiego, Austro-Węgier i carskiej Rosji po I wojnie światowej, dekolonizacja Azji i Afryki po II wojnie światowej, wreszcie rozpad ZSRR i Jugosławii.

## Często pojawiające się elementy flag
- pasy poziome (2 lub 3, rzadziej więcej) lub pionowe (zazwyczaj 3),
- krzyż (np. flagi państw skandynawskich, krzyż św. Andrzeja – Wielka Brytania, krzyż grecki – Grecja, itd.),
- półksiężyc (flagi państw muzułmańskich m.in. Azerbejdżanu, Uzbekistanu, Turcji, Pakistanu, Algierii),
- koła (flagi Japonii, Korei, Grenlandii),
- gwiazdy (pojedyncze lub konstelacje np. Wietnam, Australia),
- godło państwowe np. Słowacja, Słowenia, Meksyk czy Chorwacja.

## Rodziny flag
Flagi państw i narodów bliskich kulturowo, politycznie i geograficznie są często podobne do siebie nawzajem, i tak np.:
- flagi wszystkich państw i narodów skandynawskich i nordyckich, a często także flagi regionów i jednostek podziału administracyjnego w tych krajach są skomponowane na bazie krzyża skandynawskiego, tj. krzyża z lewym ramieniem (w stronę drzewca flagi) krótszym od prawego;
- flagi państw i narodów słowiańskich składają się w znacznej części z tzw. barw pansłowiańskich, tj. błękitnej, białej i czerwonej, np. flaga Chorwacji, flaga Czech, flaga Jugosławii, flaga Rosji, flaga Serbii, flaga Słowacji, flaga Słowenii, flaga Serbołużyczan;
- flagi państw arabskich mają często barwy czarno-biało-czerwono-zielone, tzw. barwy panarabskie, które nawiązują do flagi używanej przez Arabów podczas powstania zbrojnego przeciw Imperium Osmańskiemu w 1916 r.; barwy te są postrzegane jako symbole rodu Mahometa oraz trzech historycznych kalifatów: Abbasydów, Fatymidów i Umajjadów;
- flagi państw islamskich zawierają często barwę zieloną oraz symbol półksiężyca i gwiazdy;
- flagi państw afrykańskich mają na ogół barwy czerwono-żółto-zielone, tzw. barwy panafrykańskie, nawiązujące do flagi Etiopii, państwa postrzeganego jako bastion skutecznego oporu przeciw kolonializmowi, dodatkowo lub zamiennie z jednym z tych trzech kolorów występuje barwa czarna symbolizująca Afrykę lub walkę z kolonialnym uciskiem;
- flagi państw należących do Wspólnoty Narodów mają często w kantonie pomniejszoną flagę Wielkiej Brytanii.

Flaga Nepalu